# Lagan (Svezia)
Lagan è una cittadina (tätort) della Svezia meridionale, situata nella contea di Kronoberg; è compresa nella municipalità di Ljungby.